# Taghavard

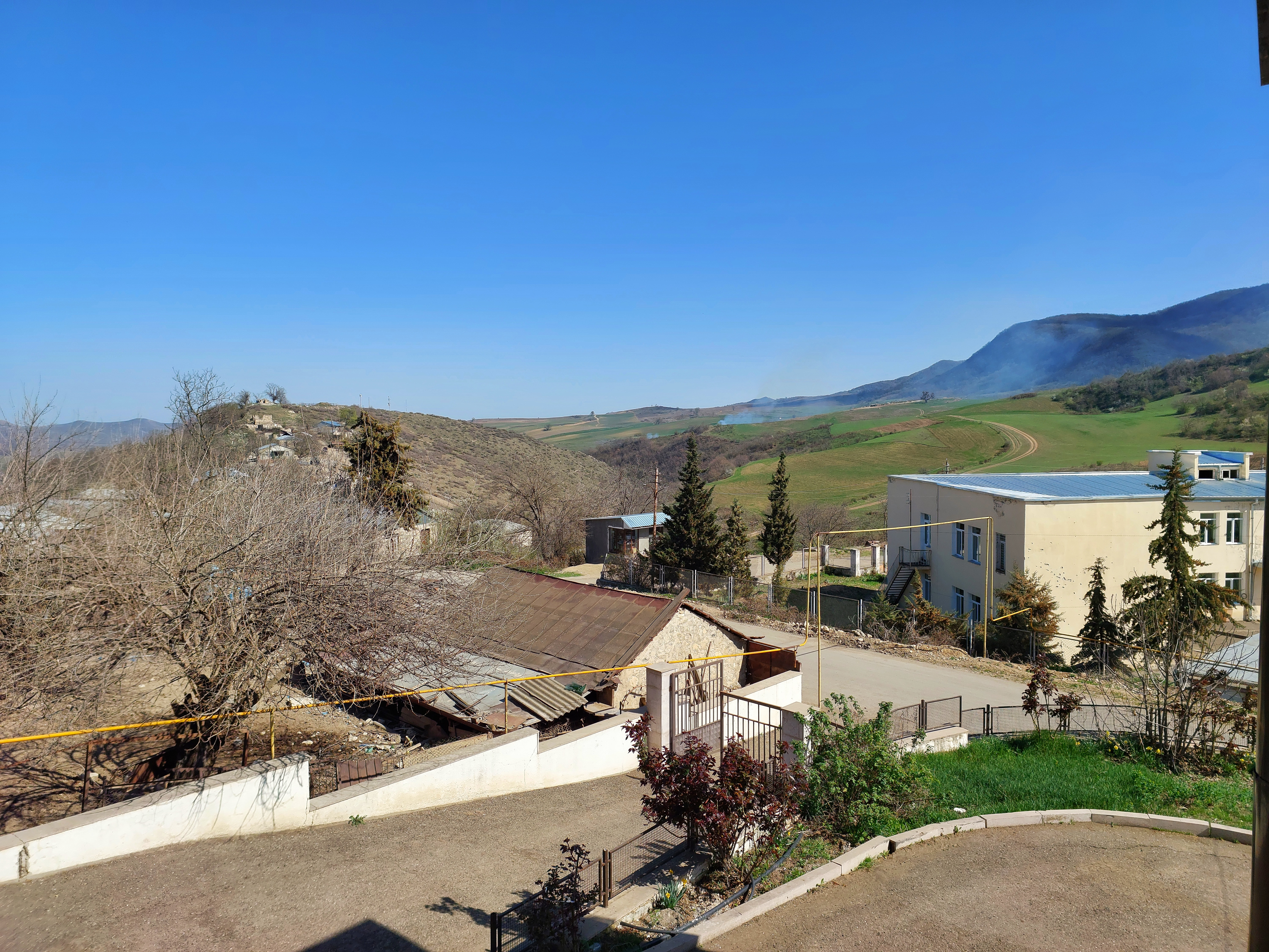
Imatge parcial de Taghvard.

Taghavard o Tağaverd (armeni: Թաղավարդ) és un poble de iure del districte de Khojavend de l'Azerbaidjan i també part de la província de Martuni de la disputada República d'Artsakh.
El nom Taghavard deriva de dues paraules armènies, Tagh, que significa barri (d'una ciutat), i Vard, que significa rosa. El poble, d'uns 1.300 habitants el 2005, ha tingut històricament una majoria de població armènia.

## Història
El poble va ser capturat per les forces armenes durant la Primer Guerra de Nagorno-Karabakh, i mantinguda sota control armeni també durant la Guerra de l'Alt Karabakh de 2020.